# Carl Bischof
Carl Bischof, auch Karl Bischof (* 4. Juni 1812 in Dürrenberg; † 23. Juni 1884 in Dresden) war ein deutscher Bergbautechniker und Hüttenmeister.

## Leben
Bischof studierte 1829 und 1830 in Berlin Chemie, Physik und Geologie, arbeitete dann auf den Hüttenwerken des Grafen von Einsiedel zu Lauchhammer und studierte 1839 nochmals an der Berliner Universität.
Mit besonderer Vorliebe technischen Arbeiten zugewandt, hatte er schon 1829 einen kleinen Dampfwagen hergestellt, welcher auf gewöhnlichen Wegen lief und wohl der erste seiner Art war, der sich auf deutschem Boden bewegte. 1839 erfand er die Gasentwicklungsöfen, welche in weiterer Ausbildung bestimmt waren, eine vollständige Umgestaltung der Feuerungsanlagen in vielen Industriezweigen herbeizuführen, und namentlich auf Hüttenwerken allgemeine Anwendung gefunden haben.
Durch diese und mehrere metallurgische Arbeiten bekannt geworden, wurde er durch Erlass des Herzogs Alexander Carl von Anhalt-Bernburg zum 22. Februar 1844 als Hüttenmeister an die Eisenhütte Mägdesprung bei Harzgerode berufen und später zum Bergrat ernannt. Er gehört zu den Pionieren des Gussstahls.
Bischof war eines der 23 Gründungsmitglieder des am 12. Mai 1856 gegründeten Vereins Deutscher Ingenieure (VDI). In einem Schreiben an Franz Grashof hatte er diesem im Dezember 1855 Alexisbad als Gründungsort empfohlen. Seine Wahl zum VDI-Vorsitzen für das Jahr 1858 lehnte er aufgrund Zeitmangels ab. Im März 1863 wurde er aus gesundheitlichen Gründen in den Ruhestand entlassen, 1884 starb er in Dresden.

## Schriften
als Bischof
- Sigillarien aus dem bunten Sandsteine Bernburgs. In: Zeitschrift für die Gesammten Naturwissenschaften, 1, S. 257, Tafel VIII, Halle 1853
- Mägdesprunger Hochofenproducte. (Eine Notiz für Geognosten u. Hüttenleute). Basse, Quedlinburg 1853 (books.google.de)

als Bischof II.
- Beitrag zur Kenntnis der Pleuromeia CORDA aus den oberen Schichten des bunten Sandsteins zu Bernburg. Mägdesprung im Selbstverlag, S. 3–4 mit Tafel, Mägdesprung, Quedlinburg 1855
- Die indirecte, aber höchste Nutzung der rohen Brennmaterialien, oder Umwandlung derselben in Gas und Nutzung dieses Gases zu Feuerungen jeder Art, namentlich zu metallurgischen Zwecken. 2. Auflage, Basse, Quedlinburg 1856. (digitale-bibliothek-mv.de)
- Die anorganische Formationsgruppe mit einigen Beziehungen auf die Alpen und den Harz, so wie Beschreibung des Anhaltischen Unterharzes. Baumgarten, Dessau 1864 (books.google.de)

als Carl Bischof II.
- Geschichte der Schöpfung und andere naturhistorische Gegenstände. Neubürger, Dessau 1868 (books.google.de)